# Carlo Bergamaschi
Carlo Bergamaschi (Pontecorvo, 20 dicembre 1891 – 1969) è stato un avvocato e politico italiano.

## Biografia
Laureato in giurisprudenza a Napoli esercita la professione di avvocato fino al 1924, quando sale sul carro del vincitore fascista iscrivendosi al Partito poco prima della chiusura delle iscrizioni (1924). Col sostegno personale di Gian Alberto Blanc inizia una carriera politica che lo vede vice-federale di Caserta (1926), podestà di Pontecorvo, preside della provincia di Frosinone e federale della medesima fino al 1934. In tale anno viene infatti compreso nel listone per il rinnovo della Camera e si dedica con particolare assiduità al mandato parlamentare occupandosi della creazione e organizzazione degli Eoa (Enti opere assistenziali) e degli Eca (Enti comunali di assistenza). Nel 1937 succede a Maria Fabbri nella carica di commissario dell'Opera nazionale maternità e infanzia, in quel periodo caratterizzata da una gestione improntata alla corruzione. Bergamaschi (che cumula contemporaneamente la carica di ispettore del PNF, di membro del Tribunale speciale e presidente dell'Ente Nazionale Fascista Assistenza Enti Parastatali), non si differenzia dai suoi predecessori. La sua cattiva condotta politica porta a un brusco allontanamento da tutte le cariche ricoperte nel 1940, l'anno in cui Mussolini promuove un forte irrigidimento del regime per sollevare l'Italia dalla consapevolezza dell'impreparazione morale e militare, ad affrontare la guerra.
Caduto in disgrazia, sottoposto a una lunga indagine, viene arrestato nel 1943 e rinchiuso nel carcere di Regina Coeli. Il verbale del provvedimento sostiene che "l'accrescimento della ricchezza di Bergamaschi come è stato prospettato coincide con gli anni in cui egli ricoprì le cariche più discusse di potestà e di Commissario dell'Onmi. Quest'ultima diede luogo ad una inchiesta e ad un processo per peculato su denunzia di tali Di Stefano e Valente, del quale egli, avvalendosi di forti appoggi, riuscì a non essere intaccato".